# Gasmaske (BDSM)

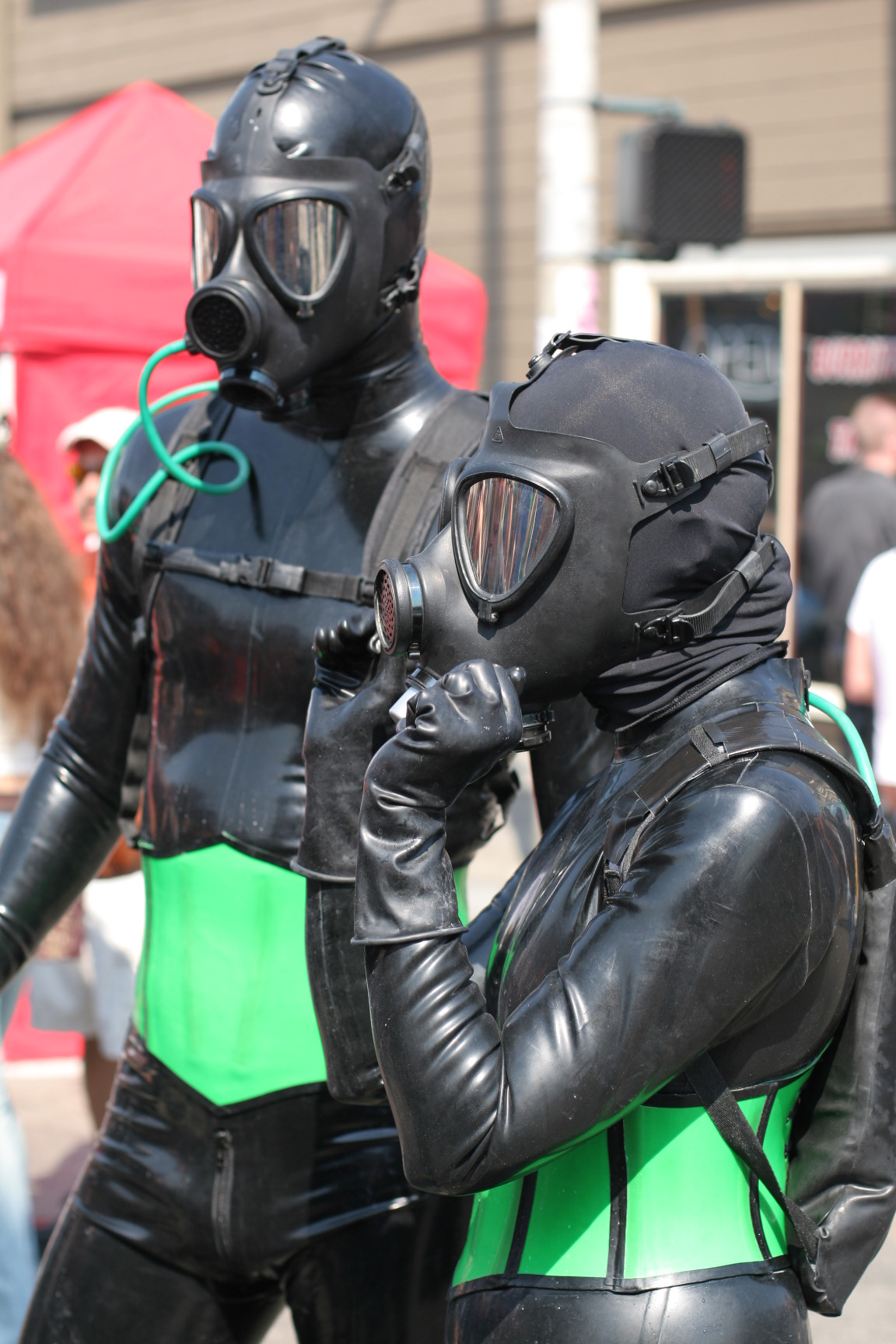
Zwei Personen in Vollgummianzug und Gasmasken (mit grünen Schläuchen)

Gasmasken (genauer: Atemschutzmasken) finden Verwendung vor allem bei Gummiliebhabern und im Rahmen von BDSM-Praktiken. Das Tragen von Gasmasken selbst wie auch der Anblick anderer Personen, die Gasmasken tragen, wird als sexuell anregend empfunden.
Sie dienen sowohl zur „Bestrafung“ wie auch zum Lustgewinn sowie als Instrument zur gezielten sensorischen Deprivation und nicht zuletzt auch der präzise gesteuerten Atemkontrolle. Hierbei ist es zumeist bereits ausreichend, den Atemschlauch gezielt zu öffnen und zu schließen. Auch die Zuführung gasförmiger Substanzen wie Zigarettenrauch oder Poppers wird praktiziert.